# Régine Mismacq
Régine Mismacq, née le 2 octobre 1965 à Paris, est une footballeuse française évoluant au poste d'attaquant.

## Carrière

### Carrière en club
Régine Mismacq joue à la VGA Saint-Maur de 1981 à 1990 ; elle y remporte le Championnat à cinq reprises (1983, 1985, 1986, 1987 et enfin 1988). Par ailleurs, elle est finaliste du championnat de France 1983-1984. 
Elle est également joueuse du FCF Juvisy de 1990 à 1991 et du Toulouse Olympique Mirail de 1991 à 1995.

### Carrière en sélection
Régine Mismacq compte trente-sept sélections et neuf buts en équipe de France féminine entre 1989 et 1993. 
Elle reçoit sa première sélection en équipe nationale le 9 juin 1984, en amical contre la Belgique (match nul 1-1). Elle joue son dernier match le 9 mai 1992, lors des éliminatoires du championnat d'Europe 1993, contre la Finlande (match nul 1-1).